# 라이너 회스
라이너 회스(독일어: Rainer Höss, 1965년 5월 25일 ~ )는 아우슈비츠 강제 수용소의 사령관을 지낸 루돌프 회스의 손자이다. 가족의 과거에 혐오감을 느낀 그는 나치에 의해 저질러진 반인륜적 범죄에 대한 기억의 의무의 일부인 많은 행동을 한다.